# Försvarsmaktens meteorologi- och oceanograficentrum
Försvarsmaktens meteorologiska och oceanografiska centrum  (METOCC) är ett försvarsmaktsgemensamt funktionscentrum inom Försvarsmakten som verkat sedan 2005. Förbandsledningen är förlagd till Enköpings garnison.

## Historik
Genom försvarsbeslutet 2004 beslutades det att Försvarsmaktens Halmstadsskolor skulle upplösas och avvecklas den 31 december 2004. I dess ställe skulle Försvarsmaktens tekniska skola (FMTS) bildas den 1 januari 2005. Den nya skolan skulle bland annat bestå av Arméns tekniska skola och delar av Örlogsskolorna, samt Flygtekniska skolan ur Försvarsmaktens Halmstadsskolor. Försvarsmakten ansåg att Väderskolan inte passade in i den nya tekniska skolan, utan beslutade att skolan skulle flyttas till Enköpings garnison, för att där bli en del av Försvarsmaktens meteorologi- och oceanograficentrum (FM METOCC). Från den 1 juli 2005 övergick verksamheten vid Väderskolan till att vara en utbildningsavdelning vid Försvarsmaktens meteorologi- och oceanograficentrum.

## Verksamhet
Försvarsmaktens meteorologi- och oceanograficentrum är en enhet inom Ledningsregementet (LedR) som ansvarar för Försvarsmaktens vädertjänst. Dess uppgift är att tillgodose Försvarsmaktens behov av produktion och utbildning inom vädertjänst, meteorologi, oceanografi och hydrografi.

## Förläggningar och övningsplatser
Sedan mitten av 2006 är METOCC huvudsakligen samlat i Enköping i det gamla Bahco-huset. Den gamla prognoscentralen, Vädercentralen i Bålsta och Väderskolan i Halmstad finns nu i Enköping. På samtliga flyg- och helikopterflottiljer finns det lokala väderavdelningar, med i huvudsak ansvar för förbandets eget behov av vädertjänst.

## Förbandschefer
- 2005–2010: Övlt Anders Nystrand
- 2010-2015: Övlt Ingrid Biel
- 2015-2017: Övlt Anna Siverstig
- 2018-ff: Övlt Jens Alm[3]

## Namn, beteckning och förläggningsort
| Försvarsmaktens meteorologi- och oceanograficentrum | 2005-07-01 | – |  |

| METOCC | 2005-07-01 | – |  |

| Enköpings garnison (F) | 2005-07-01 | – |  |